# سكوت هاتاور
سكوت هاتاور (بالإنجليزية: Scott Hightower)‏ هو مدرس وشاعر أمريكي، ولد في 4 أغسطس 1952.